# Acrocordiopsis
Acrocordiopsis — рід грибів родини Caryosporaceae. Назва вперше опублікована 1989 року.